# Pterygota excelsa
Pterygota excelsa är en malvaväxtart som först beskrevs av Standley och L. O. Williams, och fick sitt nu gällande namn av André Joseph Guillaume Henri Kostermans. Pterygota excelsa ingår i släktet Pterygota och familjen malvaväxter. Inga underarter finns listade i Catalogue of Life.